# Kanton La Presqu'île
 La Presqu’île  is een kanton van het Franse departement Gironde. Het kanton maakt deel uit van het arrondissement Bordeaux.
 Het telt 52.370  inwoners in 2018.

Het kanton  werd gevormd ingevolge het decreet van 20  februari 2014 met uitwerking op 22 maart 2015 met Ambarès-et-Lagrave als hoofdplaats.

## Gemeenten
Het kanton La Presqu’île omvat volgende 9 gemeenten.
- Ambarès-et-Lagrave
- Ambès
- Beychac-et-Caillau
- Carbon-Blanc
- Saint-Loubès
- Saint-Louis-de-Montferrand
- Saint-Sulpice-et-Cameyrac
- Saint-Vincent-de-Paul
- Sainte-Eulalie